# 팀A 1st Stage "PARTY가 시작돼"
《팀A 1st Stage "PARTY가 시작돼"》(チームA 1st Stage「PARTYが始まるよ」)는 AKB48 팀A 극장 공연의 첫 번째 무대이다.
여기서는 본 무대를 다른 팀이 하는 ‘되물림’ 공연도 같이 서술한다. 또, 각각의 CD, DVD에 대해서도 서술한다.

## 개요
AKB48가 극장 데뷔한 AKB 극장 신설 공연에서 선보인, AKB48 극장 공연에서의 첫 무대이다.
그 후에 팀A가 되는 AKB48의 1기생의 공연이 더해져서 AKB48 팀K, AKB48 팀8, SKE48의 오리지널 멤버(그 후의 팀S), NGT48 팀NIII 각각의 1st 공연, SKE48 연구생, SKE48의 7기생, NMB48의 2기생, NMB48 팀Bll, HKT48 연구생의 공연에서도 사용되고 있다.

## 공연 일정
| 일정                                    | 공연 팀                           |
| --------------------------------------- | --------------------------------- |
| 2005년 12월 8일 ~ 2006년 3월 31일       | AKB48 팀A                         |
| 2006년 4월 1일 ~ 7월 5일                | AKB48 팀K                         |
| 2006년 11월 8일 ~ 12월 14일             | AKB48 팀K (리바이벌 공연)         |
| 2008년 10월 5일 ~ 2009년 2월 8일        | SKE48 팀S                         |
| 2010년 2월 16일 ~ 2012년 8월 12일       | SKE48 연구생                      |
| 2011년 8월 13일 ~ 2012년 5월 2일        | NMB48 2기생                       |
| 2012년 9월 30일 ~ 2013년 11월 5일       | HKT48 연구생                      |
| 2013년 9월 13일                         | NMB48 팀BII                       |
| 2014년 8월 5일 ~ 2014년 8월 16일        | AKB48 팀8                         |
| 2015년 12월 5일 오후 3시, 오후 6시 30분 | AKB48 팀8 (리바이벌 공연)         |
| 2015년 7월 6일 ~                        | SKE48 7기생                       |
| 2016년 1월 10일 ~ 5월 15일              | NGT48 팀NII                       |
| 2016년 8월 9일 ~ 2016년 10월 6일        | NGT48 연구생 (여름의 2차회 PARTY) |
| 2016년 10월 13일 ~ 2017년 10월 29일     | NGT48 연구생 (갤버스턴 거리)      |
| 2017년 11월 12일 ~                      | NGT48 연구생 (에치고 눈동백꽃)    |

## 세트리스트
- overture[주 9]
- PARTYが始まるよ PARTY가 하지마루요[*]→PARTY가 시작돼
- Dear my teacher
- 毒リンゴを食べさせて 도쿠린고오 타베사세테[*]→독 사과를 먹게 해줘
- スカート、ひらり 스커트, 히라리[*]→스커트, 휘날리며
- クラスメイト 클래스 메이트[*]
- あなたとクリスマスイブ 아나타토 크리스마스 이브[*]→당신과 크리스마스 이브
- キスはだめよ 키스와 다메요[*]→키스는 안돼
- 星の温度 호시노 온도[*]→별의 온도
- 桜の花びらたち 사쿠라노 하나비라타치[*]→벚꽃잎들
- 青空のそばにいて 아오조라노 소바니 이테[*]→파란 하늘 옆에 있어줘

- Encore (AKB48, HKT48 한정) -
- AKB48[주 10]
- スカート、ひらり（アンコールver.） 스커트, 히라리 (앙코르 ver.)[*]→스커트, 휘날리며 (앙코르 ver.)
- 桜の花びらたち（アンコールver.） 사쿠라노 하나비라타치 (앙코르 ver.)[*]→벚꽃잎들 (앙코르 ver.)

- Encore (SKE48 한정) -
- SKE48
- 大声ダイヤモンド（SKE48 ver.） 오고에 다이아몬드 (SKE48 ver.)[*]→큰 소리 다이아몬드 (SKE48 ver.)
- 強き者よ 츠키모노요[*]→강한 자여

- Encore (NMB48 한정) -
- NMB48
- Medley
  1. 絶滅黒髪少女 제츠메츠쿠로카미쇼죠[*]→절멸흑발소녀
  2. 青春のラップタイム 세이슌노 랩타임[*]→청춘의 랩타임
  3. 待ってました、新学期 맛테마시타, 신갓키[*]→기다렸어요, 신학기
  4. 僕が負けた夏 보쿠가 마케타 나츠[*]→내가 진 여름
  5. ポニーテールとシュシュ 포니테일토 슈슈[*]→포니테일과 슈슈
  6. ヘビーローテーション 헤비로테이션[*]
- スカート、ひらり（アンコールver.） 스커트, 히라리 (앙코르 ver.)[*]

- Encore (팀8 2014년 11월 15일까지 한정) -
- Team 8 Special Medley
  1. 言い訳Maybe 이와케 Maybe[*]→변명 Maybe
  2. ポニーテールとシュシュ 포니테일토 슈슈[*]
  3. ラブラドール・レトリバー 래브라도 리트리버[*]
  4. 恋する充電プリウス〜恋するフォーチュン・クッキー2〜 코이스루 주덴 프리우스 ~코이스루 포춘 쿠키 2~[*]→사랑하는 충전 프리우스 ~사랑하는 포춘 쿠키 2~[주 11]
- 心のプラカード 코코로노 플래카드[*]→마음의 플래카드
- 挨拶から始めよう 아이사츠카라 하지메요[*]→인사부터 시작하자

- Encore (팀8 2014년 11월 16일부터 2014년 12월까지 한정) -
- Team 8 New Special Medley
  1. 47の素敵な街へ 47노 스테키나 마치에[*]→47의 멋진 거리에
  2. 言い訳Maybe 이와케 Maybe[*]
  3. Everyday、カチューシャ Everyday, 카추샤[*]
  4. 恋する充電プリウス〜恋するフォーチュン・クッキー2〜 코이스루 주덴 프리우스 ~코이스루 포춘 쿠키 2~[*][주 11]
- 心のプラカード 코코로노 플래카드[*]
- 挨拶から始めよう 아이사츠카라 하지메요[*]

- Encore (팀8 2015년 한정) -
- Team 8 2015 Special Medley
  1. 47の素敵な街へ 47노 스테키나 마치에[*]
  2. へなちょこサポート 헤나초코 서포트[*]→풋내기 서포트
  3. 恋する充電プリウス 코이스루 주덴 프리우스[*]→사랑하는 충전 프리우스
  4. 制服の羽根 세이후쿠노 하네[*]→제복의 우근
- 汚れている真実 케가레테 이루 신지츠[*]→더러워지고 있는 현실
- 僕たちは戦わない 보쿠타치와 타타갸와나이[*]→우리는 싸우지 않아

- overture[주 9]
- PARTYが始まるよ PARTY가 하지마루요[*]→PARTY가 시작돼
- Dear my teacher
- 毒リンゴを食べさせて 도쿠린고오 타베사세테[*]→독 사과를 먹게 해줘
- NGT48
- スカート、ひらり 스커트, 히라리[*]→스커트, 휘날리며
- クラスメイト 클래스 메이트[*]
- 星の温度 호시노 온도[*]→별의 온도
- 桜の花びらたち 사쿠라노 하나비라타치[*]→벚꽃잎들
- 青空のそばにいて 아오조라노 소바니 이테[*]→파란 하늘 옆에 있어줘

- Encore (NGT48 팀NII 한정) -
- 佐渡へ渡る 사도에 와타루[*]→사도를 건너다
- 君のことが好きだから 키미노 코토가 스키다카라[*]→너가 좋으니까
- 唇にBe My Baby 쿠치비루니 Be My Baby[*]→입술에 Be My Baby
- NGT48
- 桜の花びらたち 사쿠라노 하나비라타치[*]→벚꽃잎들

- Encore (NGT48 팀NII 2016년 3월 9일 이후 한정)
- 佐渡へ渡る 사도에 와타루[*]→사도를 건너다
- 君のことが好きだから 키미노 코토가 스키다카라[*]→너가 좋으니까
- NGT48
- Maxとき315号 Max 토키 315 고[*]→Max 토키 315호
- 365日の紙飛行機 365니치노 카미히코키[*]→365일의 종이비행기

- Encore (여름의 2차 PARTY 한정) -
- 不器用太陽 부키요타이요[*]→서투른 태양
- パレオはエメラルド 파레오와 에메랄드[*]→파레오는 에메랄드
- Maxとき315号 Max 토키 315 고[*]→Max 토키 315호

- Encore (갤버스턴 거리 한정) -
- LOVE TRIP
- 重力シンパシー→중력 심퍼시
- チャンスの順番 찬스노 준반[*]→찬스의 차례
- Maxとき315号 Max 토키 315 고[*]→Max 토키 315호

- overture[주 9]
- PARTYが始まるよ PARTY가 하지마루요[*]→PARTY가 시작돼
- Dear my teacher
- 毒リンゴを食べさせて 도쿠린고오 타베사세테[*]→독 사과를 먹게 해줘
- スカート、ひらり 스커트, 히라리[*]→스커트, 휘날리며
- クラスメイト 클래스 메이트[*]
- あなたとクリスマスイブ 아나타토 크리스마스 이브[*]→당신과 크리스마스 이브
- キスはだめよ 키스와 다메요[*]→키스는 안돼
- 星の温度 호시노 온도[*]→별의 온도
- 桜の花びらたち 사쿠라노 하나비라타치[*]→벚꽃잎들
- 青空のそばにいて 아오조라노 소바니 이테[*]→파란 하늘 옆에 있어줘

- Encore -
- 下の名で呼べたのは・・・ 시타노 나데 요베타노와[*]→아래 이름으로 불렀던 건...
- 呼び捨てファンタジー 요비스테 판타지[*]→경칭 붙이지 않는 판타지
- 12秒 12뵤[*]→12초
- Maxとき315号 Max 토키 315 고[*]→Max 토키 315호

## 연출
- 안무 담당: 나츠 마유미(〈大声ダイヤモンド→큰 소리 다이아몬드〉〈強き者よ→강한 자여〉는 마키노 안나)
- 〈あなたとクリスマスイブ→당신과 크리스마스 이브〉에서는 멤버 한 명이 피아노 연주를 한다.

## 출연 멤버

### AKB48 팀A 1st Stage "PARTY가 시작돼"
- 이타노 토모미, 우사미 유키, 우라노 카즈미, 오에 토모미, 오오시마 마이, 오리이 아유미, 카와사키 노조미, 코지마 하루나, 코마타니 히토미, 사토 유카리, 시노다 마리코, 타카하시 미나미, 토지마 하나, 나카니시 리나, 나리타 리사, 히라지마 나츠미, 호시노 미치루, 마에다 아츠코, 마스야마 카야노, 미네기시 미나미, 와타나베 시호

유닛곡 담당
- スカート、ひらり→스커트, 휘날리며
1st 유닛 : 오오시마 마이, 코지마 하루나, 타카하시 미나미, 나리타 리사, 마에다 아츠코
2nd 유닛 : 이타노 토모미, 오오시마 마이, 코지마 하루나, 타카하시 미나미, 나카니시 리나, 나리타 리사, 마에다 아츠코
- クラスメイト→클래스 메이트
1st 유닛 : 코마타니 히토미, 토지마 하나, 나카니시 리나
2nd 유닛 : 우라노 카즈미, 오리이 아유미, 카와사키 노조미, 호시노 미치루
- あなたとクリスマスイブ→당신과 크리스마스 이브
오리이 아유미, 호시노 미치루(피아노도 담당)
- キスはだめよ→키스는 안돼
1st 유닛 : 우라노 카즈미, 오오시마 마이, 와타나베 시호
2nd 유닛 : 코지마 하루나, 시노다 마리코, 미네기시 미나미
- 星の温度→별의 온도
1st 유닛 : 이타노 토모미, 우사미 유키, 오에 토모미, 카와사키 노조미
2nd 유닛 : 타카하시 미나미, 마에다 아츠코, 히라지마 나츠미, 마스야마 카야노

내력
2006년 1월 22일 : 시노다 마리코 가입
2006년 3월 31일 : 우사미 유키 졸업

### AKB48 팀K 1st Stage "PARTY가 시작돼"
- 아키모토 사야카, 이마이 유, 우에무라 아야코, 우메다 아야카, 오시마 유코, 오호리 메구미, 오쿠 마나미, 오노 에레나, 카사이 토모미, 코바야시 카나, 사토 나츠키, 타카다 아야나, 노로 카요, 하야노 카오루, 마스다 유카, 마츠바라 나츠미, 미야자와 사에

유닛 담당
- スカート、ひらり→스커트, 휘날리며
아키모토 사야카, 우메다 아야카, 오시마 유코, 코바야시 카나, 미야자와 사에
- クラスメイト→클래스 메이트
오쿠 마나미, 오노 에레나, 하야노 카오루, 마스다 유카, 마츠바라 마츠미
- キスはだめよ→키스는 안돼
오호리 메구미, 사토 나츠키, 노로 카요
- 星の温度→별의 온도
아키모토 사야카, 카사이 토모미, 타카다 아야나, 미야자와 사에

※〈あなたとクリスマスイブ→당신과 크리스마스 이브〉는 세트리스트에 포함되지 않는다.
내력
2006년 6월 17일 : 우에무라 아야코 탈퇴

### SKE48 팀S 1st Stage "PARTY가 시작돼"
- 오야 마사나, 오노 하루카, 쿠와바라 미즈키, 사토 미에코, 신카이 리나, 스즈키 키라라, 타카이 츠키나, 타카다 시오리, 데구치 아키, 나카니시 유카, 히라타 리카코, 히라마츠 카나코, 마츠이 쥬리나, 마츠이 레나, 마츠시타 유이, 야가미 쿠미, 야마시타 모에

유닛 담당
- スカート、ひらり→스커트, 휘날리며
마츠이 쥬리나, 쿠와바라 미즈키, 히라타 리카코, 타카다 시오리, 신카이 리나
- クラスメイト→클래스 메이트
야가미 쿠미, 오야 마사나, 스즈키 키라라→히라마츠 카나코, 타카이 츠키나, 마츠이 레나
- あなたとクリスマスイブ→당신과 크리스마스 이브
사토 미에코(피아노도 담당), 데구치 아키
- キスはだめよ→키스는 안돼
오노 하루카, 쿠와바라 미즈키, 나카니시 유카
- 星の温度→별의 온도
타카다 시오리, 마츠이 쥬리나, 마츠시타 유이, 야마시타 모에

내력
2008년 11월 24일 : 스즈키 키라라 졸업
2008년 11월 29일 : 히라마츠 카나코 승격

### SKE48 연구생 "PARTY가 시작돼"
- 아비루 리호, 이구치 시오리, 이소하라 쿄카, 이치노 나루미, 이누즈카 아사나, 이마데 마이, 이와나가 츠구미, 우에노 카스미, 우치야마 미코토, 에고 유나, 오와키 아리사, 오기소 시오리, 오기노 리사, 카토 루미, 키자키 유리아, 키토 모모나, 키노시타 유키코, 고토 리사코, 코바야시 에미리, 사이토 마키코, 사토 미에코, 신카이 리나, 스가 나나코, 스다 아카리, 니도이 사야카, 후타무라 하루카, 노노야마 마린, 하타 사와코, 한다 아야네, 히오키 미키, 후지모토 미즈키, 후루하타 나오, 마츠무라 카오리, 마노 하루카, 미즈노 호노카, 미야마에 아미, 모리 사유키, 야카타 미키, 야마다 에리카, 야마다 미즈호

유닛 담당
- スカート、ひらり→스커트, 휘날리며
이마데 마이, 오기소 시오리, 키자키 유리아, 고토 리사코, 스다 아카리, 하타 사와코, 야카타 미키
- クラスメイト→클래스 메이트
이소하라 쿄카, 우에노 카스미, 한다 아야네, 마츠무라 카오리, 마노 하루카
- あなたとクリスマスイブ→당신과 크리스마스 이브
사토 미에코(피아노도 담당), 하타 사와코
- キスはだめよ→키스는 안돼
아비루 리호, 키노시타 유키코, 야마다 에리카
- 星の温度→별의 온도
우에노 카스미, 카토 루미, 키자키 유리아, 스다 아카리

내력
2010년 2월 25일 : 오기소 시오리 팀KII로 승격
2010년 2월 27일 : 키노시타 유키코, 스다 아카리 팀S로 승격
2010년 3월 30일 : 신카이 리나, 모리 사유키 팀S에서 강등
2010년 5월 8일 : 신카이 리나, 한다 아야네 졸업
2010년 6월 23일 : 키자키 유리마 팀S로 승격
2010년 8월 21일 : 카토 루미 팀S로 승격
2010년 12월 6일 : 아비루 리호, 고토 리사코, 하타 사와코, 야카타 미키 팀KII로 승격
이소하라 쿄카, 우에노 카스미, 마노 하루카, 야마다 에리카 팀E로 승격
이구치 시오리, 우치야마 미코토, 키토 모모나, 사이토 마키코 팀KII에서 강등
2011년 2월 3일 : 노노야마 마린 졸업
2012년 5월 31일 : 이마데 마이 졸업

### NMB48 2기생 "PARTY가 시작돼"
- 첫 날 멤버 : 아즈마 유키, 오타니 리코, 오카다 리사코, 코다카리 유카, 시마다 레나, 죠 에리코, 타카노 유이, 타키야마 아카네, 타니가와 아이리, 하야시 모모카, 후지타 루나, 무라카미 아야카, 무라세 사에, 야구라 후코, 요기 케이라

유닛 담당
- スカート、ひらり→스커트, 휘날리며
오타니 리코→야구라 후코, 죠 에리코, 타니가와 아이리, 무라카미 아야카, 요기 케이라
- クラスメイト→클래스 메이트
아즈마 유키, 이시다 유미, 오카다 리사코, 타키야마 아카네
- あなたとクリスマスイブ→당신과 크리스마스 이브
무라카미 아야카(피아노도 담당), 시마다 레나
- キスはだめよ→키스는 안돼
코다카리 유카, 타카노 유이, 무라세 사에
- 星の温度→별의 온도
하야시 모모카, 후지타 루나, 야구라 후코→오타니 리코, 요기 케이라

내력
2011년 9월 2일 ~ 12월 31일 : 시마다 레나 휴연(근신으로 인해서)
2012년 1월 15일 : 타키야마 아카네, 오타니 리코 졸업
2012년 1월 26일 : 코다카리 유카, 시마다 레나, 죠 에리코, 타카노 유이, 타니가와 아이리, 후리타 루나, 무라카미 아야카, 무라세 사에, 야구라 후코, 요기 케이라 팀M으로 승격
2012년 2월 18일 : 오카다 리사코 졸업
2012년 5월 6일 : 코다카리 유카 졸업

### HKT48 연구생 "PARTY가 시작돼"
- 아키요시 유카, 아베 쿄카, 이토 라이라, 이노우에 유리야, 이마다 미나, 우이 마시로, 우에노 하루카, 우메모토 이즈미, 오카다 칸나, 오카모토 나오코, 쿠사바 마나미, 코지나 유이, 고토 이즈미, 코마다 히로카, 사카구치 리코, 타시마 메루, 타나카 유카, 타니 마리카, 토미요시 아스카, 토모나가 미오, 후카가와 마이코, 야마다 마리나

유닛 담당
- スカート、ひらり→스커트, 휘날리며
우에노 하루카, 우메모토 이즈미, 코마다 히로카, 타시마 메루, 토모나가 미오, 후치가미 마이
- クラスメイト→클래스 메이트
아키요시 유카, 이토 라이라, 오카다 칸나, 타나카 유카, 타니 마리카
- あなたとクリスマスイブ→당신과 크리스마스 이브
쿠사바 마나미, 사카구치 리코(피아노도 담당), 오카모토 나오코
- キスはだめよ→키스는 안돼
이마다 미나, 쿠사바 마나미, 코지나 유이, 코마다 히로카, 사카구치 리코
- 星の温度→별의 온도
아베 쿄카, 우에노 하루카, 오카모토 나오코, 고토 이즈미, 타시마 메루, 후치가미 마이

### NMB48 팀BII "PARTY가 시작돼"
- 아카자와 호노, 이시즈카 아카리, 이지리 안나, 우에다 미레이, 우메하라 마코, 오타 유리, 카토 유카, 카미에다 에미카, 쿠사카 코노미, 쿠시로 리나, 쿠로카와 하즈키, 코노 사키, 코바야시 리카코, 무로 카나코, 야부시타 슈, 야마우치 츠바사

유닛곡 담당
- スカート、ひらり→스커트, 휘날리며
아카자와 호노, 오타 유리, 카토 유카, 쿠시로 리나, 야부시타 슈
- クラスメイト→클래스 메이트
우에다 미레이, 우메하라 마코, 쿠로카와 하즈키, 코노 사키
- あなたとクリスマスイブ→당신과 크리스마스 이브
아부시타 슈(피아노도 담당), 무로 카나코
- キスはだめよ→키스는 안돼
이지리 안나, 카토 유카, 야마우치 츠바사
- 星の温度→별의 온도
이시즈카 아카리, 카미에다 에미카, 쿠사카 코노미, 코바야시 리카코

### AKB48 팀8 "PARTY가 시작돼"
아베 메이, 이와사키 모에카, 오타 나오, 오니시 모모카, 오카베 린, 오구리 유이, 오다 에리나, 키타 레이나, 교텐 유리나, 쿠라노오 나루미, 콘도 모에리, 사카구치 나기사, 사토 아카리, 사토 시오리, 사토 나나미, 시타오 미우, 시미즈 마리아, 시모아오키 카린, 타카오카 카오루, 타카하시 아카네, 타니 유리, 타니카와 하지리, 초 쿠레나, 나카노 이쿠미, 나가노 세리카, 하시모토 하루나, 핫토리 유나, 하마 사유나, 하마마츠 리오나, 하야사카 츠무기, 히다리토모 아야카, 히토미 코토네, 히로세 나츠키, 후쿠치 레나, 후지무라 나츠키, 혼다 히토미, 미야자토 리라, 모기 카스미, 모리와키 유이, 야구치 모카, 야마다 나나미, 야마모토 아이, 야마모토 루카, 요코미치 유리, 요코야마 유이, 요시카와 나나세, 요시노 미유, 요시다 카렌
내력
2015년 6월 27일 : 요시다 카렌 참가 시작

### SKE48 7기생 "PARTY가 시작돼"
아이카와 호노카, 아사이 유카, 오타 아야카, 오바타 유나, 카타오카 나루미, 카와사키 나루미, 고토 라라, 스에나가 오카, 스기야마 아이카, 타카하타 유키, 츠지 노조미, 노지마 카노, 마치 오토하, 무라이 준나, 와다 아이나, 잇시키 레나, 카미무라 아유카, 시라이 코토노, 미즈노 아이리, 스가와라 마야
비고
- 잇시키 레나, 카미무라 아유카, 시라이 코토노, 미즈노 아이리, 스가와라 마야는 드래프트 연구 생이다.

내력
- 2015년 11월 28일 : 스에나가 오카, 노지마 카나 팀S로 승격

오바타 유나, 시라이 코토노 팀KII로 승격
고토 라라, 스가와라 마야 팀E로 승격
- 2015년 11월 30일 : 츠치 노조미 탈퇴

### NGT48 팀NIII 1st Stage "PARTY가 시작돼"
오기노 유카, 오구마 츠구미, 카시와기 유키, 카토 미나미, 키타하라 리에, 사토 안주, 스가하라 리코, 타카쿠라 모에카, 타노 아야카, 나카이 리카, 니시가타 마리나, 하세가와 레나, 혼마 히나타, 무라쿠모 후카, 야마구치 마호, 야마다 노에
비고
- 첫날에 팀NIII가 결성됐다.

유닛곡 담당
- スカート、ひらり→스커트, 휘날리며
카토 미나미, 타카쿠라 모에카, 타노 아야카, 나카이 리카, 혼마 히나타
- クラスメイト→클래스 메이트
오기노 유카, 오구마 츠구미, 키타하라 리에, 하세가와 레나, 야마구치 마호
- あなたとクリスマスイブ→당신과 크리스마스 이브
카시와기 유키, 사토 안주
- キスはだめよ→키스는 안돼
니시가타 마리나, 무라쿠모 후카, 야마다 노에
- 星の温度→별의 온도
카토 미나미, 스가하라 리코, 타카쿠라 모에카, 타노 아야카

### NGT48 연구생 "여름의 2차 PARTY"
大滝友梨亜・角ゆりあ・日下部愛菜・清司麗菜・高橋真生・中村歩加・奈良未遥・西村菜那子・水澤彩佳・宮島亜弥
비고
- 연구생은 10명이였기 때문에 팀NIII 멤버가 서포트 멤버로 참가한다.

### NGT48 연구생 "PARTY가 시작돼 · 갤버스턴 거리"
오타키 유리아, 카도 유리아, 쿠사카베 아이나, 세이지 레이나, 타카하시 마우, 나카무라 아유카, 나라 미하루, 니시무라 나나코, 미즈사와 아야카, 미야지마 아야
비고
- 연구생은 16명으로 채워지지 않아서 팀NIII 멤버가 서포트 멤버로 참가한다.

내력
2017년 3월 31일 : 미즈사와 아야카 졸업

### NGT48 연구생 "PARTY가 시작돼 · 에치고 눈동백꽃"
카도 유리아, 쿠사카베 아이나, 세이지 레이나, 타카하시 마우, 나카무라 아유카, 나라 미하루, 니시무라 나나코, 미야지마 아야

## 음반

### 자켓 사진
팀A
타카하시 미나미

### 참가 멤버
수록 멤버
이타노 토모미, 우라노 카즈미, 오오에 토모미, 오오시마 마이, 오리이 아유미, 카와사키 노조미, 코지마 하루나, 코마타니 히토미, 사토 유카리, 시노다 마리코, 타카하시 미나미, 토지마 하나, 나카니시 리나, 나리타 리사, 히라지마 나츠미, 호시노 미치루, 마에다 아츠코, 마스야마 카야노, 미네기시 미나미, 와타나베 시호

### 수록 내용
| #  | 제목 | 작사            | 작곡              | 편곡 | {{{기타정보}}} | 재생 시간 |
| -- | --- | --------------- | ----------------- | ---- | -------------- | --------- |
| 1. | 〈overture〉 |                 | 오자와 타쿠미     | TAZ  |                |           |
| 2. | 〈PARTYが始まるよ / PARTY가 시작돼〉 | 아키모토 야스시 | ZERO-ROCK         |      |                |           |
| 3. | 〈Dear my teacher〉 | 오카다 미오     |                   |      |                |           |
| 4. | 〈毒リンゴを食べさせて / 독 사과를 먹게 해줘〉 | 아키모토 야스시 | 카시와라 노부히코 |      |                |           |
| 5. | 〈スカート、ひらり / 스커트, 휘날리며〉 (타카하시 미나미, 마에다 아츠코, 코지마 하루나, 오오시마 마이, 나리타 리사, 이타노 토모이, 나카니시 리나) | 아키모토 야스시 | 오카다 미         |      |                |           |
| 6. | 〈クラスメイト / 클래스메이트〉 (우라노 카즈미, 오리이 아유미, 카와사키 노조미, 호시노 미치루)                                                    | 아키모토 야스시 | 우에스기 히로시   |      |                |           |

| #   | 제목                                                                                        | 작사            | 작곡            | 편곡 | 재생 시간 |
| --- | ------------------------------------------------------------------------------------------- | --------------- | --------------- | ---- | --------- |
| 7.  | 〈あなたとクリスマスイブ / 당신과 크리스마스 이브〉 (오리이 아유미, 호시노 미치루)          | 아키모토 야스시 | SHUJI           |      |           |
| 8.  | 〈キスはだめよ / 키스는 안돼〉 (미네기시 미나미, 시노다 마리코, 코지마 하루나)              | 아키모토 야스시 | 오우치 테츠야   |      |           |
| 9.  | 〈星の温度 / 별의 온도〉 (타카하시 미나미, 마에다 아츠코, 히라지마 나츠미, 마스야마 카야노) | 아키모토 야스시 | 오우치 테츠야   |      |           |
| 10. | 〈桜の花びらたち / 벚꽃잎들〉                                                               | 아키모토 야스시 | 우에스기 히로시 |      |           |

| #   | 제목                 | 재생 시간 |
| --- | -------------------- | --------- |
| 11. | 〈青空のそばにいて〉 |           |

| #   | 제목      | 재생 시간 |
| --- | --------- | --------- |
| 12. | 〈AKB48〉 |           |

| #   | 제목      | 재생 시간 |
| --- | --------- | --------- |
| 12. | 〈SKE48〉 |           |

| #   | 제목                                                                                        | 재생 시간 |
| --- | ------------------------------------------------------------------------------------------- | --------- |
| 7.  | 〈キスはだめよ / 키스는 안돼〉 (미네기시 미나미, 시노다 마리코, 코지마 하루나)              |           |
| 8.  | 〈星の温度 / 별의 온도〉 (타카하시 미나미, 마에다 아츠코, 히라지마 나츠미, 마스야마 카야노) |           |
| 9.  | 〈桜の花びらたち / 벚꽃잎들〉                                                               |           |
| 10. | 〈青空のそばにいて / 푸른 하늘의 곁에 있어줘〉                                              |           |

| #   | 제목                                   | 재생 시간 |
| --- | -------------------------------------- | --------- |
| 12. | 〈スカート、ひらり（アンコールver.）〉 |           |

- 재발매판에 한해서 Disc 2에 각 노래의 inst가 수록되어 있다.

### 팀K 1st Stage "PARTY가 시작돼"
수록 멤버
아키모토 사야카, 이마이 유, 우메다 아야카, 오시마 유코, 오호리 메구미, 오쿠 마나미, 오노 에레나, 카사이 토모미, 코바야시 카나, 사토 나츠키, 타카다 아야나, 노로 카요, 하야노 카오루, 마스다 유카, 마츠바라 나츠미, 미야자와 사에
재발매판에 한해서 Disc 2에 각 곡의 인스트루멘털 버전을 수록하고 있다.
| #   | 제목                                                  | 재생 시간 |
| --- | ----------------------------------------------------- | --------- |
| 1.  | 〈overture〉                                          |           |
| 2.  | 〈PARTYが始まるよ〉                                   |           |
| 3.  | 〈Dear my teacher〉                                   |           |
| 4.  | 〈毒リンゴを食べさせて〉                              |           |
| 5.  | 〈スカート、ひらり〉 (秋元, 梅田, 大島優, 小林, 宮澤) |           |
| 6.  | 〈クラスメイト〉 (奥・小野・早野・増田・松原)         |           |
| 7.  | 〈キスはだめよ〉 (大堀・佐藤夏・野呂)                 |           |
| 8.  | 〈星の温度〉 (高田・河西・秋元・宮澤)                 |           |
| 9.  | 〈桜の花びらたち〉                                    |           |
| 10. | 〈青空のそばにいて〉                                  |           |
| 11. | 〈AKB48〉                                             |           |
| 12. | 〈スカート、ひらり（アンコールver.）〉                |           |

### 팀S 1st "PARTY가 시작돼"
수록 멤버
오오야 마사나, 오노 하루카, 쿠와바라 미즈키, 사토 미에코, 신카이 리나, 타카이 츠키나, 다카다 시오리, 데구치 아키, 나카니시 유카, 히라타 리카코, 히라마츠 카나코, 마츠이 쥬리나, 마츠이 레나, 마츠시타 유이, 야가미 쿠미, 야마시타 모에
수록곡
통상판·초회 한정판 모두 수록곡은 똑같다.
1. overture(SKE48 ver.)
2. PARTYが始まるよ
3. Dear my teacher
4. 毒リンゴを食べさせて
5. スカート、ひらり（歌：松井珠・桑原・平田・高田・新海）
6. クラスメイト（歌：矢神・大矢・平松・高井・松井玲）
7. あなたとクリスマスイブ（歌：佐藤実・出口）
8. キスはだめよ（歌：小野・桑原・中西）
9. 星の温度（歌：高田・松井珠・松下・山下）
10. 桜の花びらたち
11. 青空のそばにいて
12. SKE48
13. 大声ダイヤモンド

## 극장 공연 DVD

### 팀A 1st Stage "PARTY가 시작돼"
2006년 8월 11일에 극장 내 굿즈 매장 한정 발매 AKS 레이블에서 『チームA PARTYが始まるよ 〜1st stage〜』로 발표 후, 2007년 3월 21일에 다른 공연 DVD와 함께 다섯 개의 작품이 동시 발매를 하였다. 

#### 선발 멤버
板野友美・宇佐美友紀・浦野一美・大江朝美・大島麻衣・折井あゆみ・川崎希・小嶋陽菜・駒谷仁美・佐藤由加理・高橋みなみ・戸島花・中西里菜・成田梨紗・平嶋夏海・星野みちる・前田敦子・増山加弥乃・峯岸みなみ・渡邊志穂

#### 수록 내용
| #   | 제목                                  | 가창 멤버                      | 재생 시간 |
| --- | ------------------------------------- | ------------------------------ | --------- |
| 1.  | 〈overture〉                          |                                |           |
| 2.  | 〈PARTYが始まるよ〉                   |                                |           |
| 3.  | 〈Dear my teacher〉                   |                                |           |
| 4.  | 〈毒リンゴを食べさせて〉              |                                |           |
| 5.  | 〈スカート、ひらり〉                  | 高橋・前田・小嶋・大島麻・成田 |           |
| 6.  | 〈クラスメイト〉                      | 中西・駒谷・佐藤由・戸島       |           |
| 7.  | 〈あなたとクリスマスイブ〉            | 星野(피아노, 노래), 折井       |           |
| 8.  | 〈キスはだめよ〉                      | 大島麻・浦野・渡邊             |           |
| 9.  | 〈星の温度〉                          | 板野・大江・川崎・宇佐美       |           |
| 10. | 〈桜の花びらたち〉                    |                                |           |
| 11. | 〈青空のそばにいて〉                  |                                |           |
| 12. | 〈AKB48〉                             |                                |           |
| 13. | 〈スカート、ひらり〉 (アンコールver.) |                                |           |
| 14. | 〈桜の花びらたち〉 (アンコールver.)   |                                |           |

### 팀K 1st Stage "PARTY가 시작돼"
수록 멤버
아키모토 사야카, 이마이 유우, 우메다 아야카, 오오시마 유코, 오오호리 메구미, 오쿠 마나미, 오노 에레나, 카사이 토모미, 코바야시 카나, 사토 나츠키, 다카다 아야나, 노로 카요, 하야노 카오루, 마스다 유카, 마츠바라 나츠미, 미야자와 사에
수록곡
1. overture
2. PARTYが始まるよ
3. Dear my teacher
4. 毒リンゴを食べさせて
5. スカート、ひらり（歌：秋元・梅田・大島優・小林・宮澤）
6. クラスメイト（歌：奥・小野・早野・増田・松原）
7. キスはだめよ（歌：大堀・佐藤夏・野呂）
8. 星の温度（歌：高田・河西・秋元・宮澤）
9. 桜の花びらたち
10. 青空のそばにいて
11. AKB48
12. スカート、ひらり（アンコールver.）
13. 桜の花びらたち（アンコールver.）

### 팀S 1st Stage "PARTY가 시작돼"
수록 멤버
오오야 마사나, 오노 하루카, 쿠와바라 미즈키, 사토 미에코, 신카이 리나, 타카이 츠키나, 다카다 시오리, 데구치 아키, 나카니시 유카, 히라타 리카코, 히라마츠 카나코, 마츠이 쥬리나, 마츠이 레나, 마츠시타 유이, 야가미 쿠미, 야마시타 모에
수록곡
1. overture（SKE48 ver.）
2. PARTYが始まるよ
3. Dear my teacher
4. 毒リンゴを食べさせて
5. スカート、ひらり（歌：松井珠・桑原・平田・高田・新海）
6. クラスメイト（歌：矢神・高井・松井玲・大矢・平松）
7. あなたとクリスマスイブ（歌とピアノ：佐藤実、歌：出口）
8. キスはだめよ（歌：桑原・小野・中西）
9. 星の温度（歌：松井珠・高田・松下・山下）
10. 桜の花びらたち
11. 青空のそばにいて
12. SKE48
13. 大声ダイヤモンド（SKE48ver.）
14. 桜の花びらたち（アンコールver.）
15. overture（ダンスver.）

특전 영상
SKE48の軌跡

### NMB48 2기생 공연 "PARTY가 시작돼"
수록 멤버
아즈마 유키, 이시다 유미, 코가 나루미, 시마다 레나, 죠 에리코, 타카노 유이, 타니가와 아이리, 니시자와 루리나, 하야시 모모카, 후지타 루나, 미타 마오, 무라카미 아야카, 무라세 사에, 야구라 후코, 야마모토 히토미, 요기 케이라
수록곡
1. overture（NMB48 ver.）
2. PARTYが始まるよ
3. Dear my teacher
4. 毒リンゴを食べさせて
5. スカート、ひらり
6. クラスメイト
7. あなたとクリスマスイブ
8. キスはだめよ
9. 星の温度
10. 桜の花びらたち
11. 青空のそばにいて
12. 純情U-19
13. NMB48
14. メドレー

1. 絶滅黒髪少女
2. 青春のラップタイム
3. 待ってました、新学期
4. 僕が負けた夏
5. ポニーテールとシュシュ
6. ヘビーローテーション
7. スカート、ひらり（アンコールver.）

2012년 5월 2일에 열린 이 공연의 센슈라쿠를 수록한 DVD로, AKB48 그룹에서는 첫 연구생 공연의 공연 DVD이기도 하다.

### NGT48 극장 그랜드 오프닝 첫 날 공연 (DVD, 블루레이)
수록 멤버
오타키 유리아, 오기노 유카, 오구마 츠구미, 카시와기 유키, 카토 미나미, 카토 유리아, 키타하라 리에, 쿠사카베 아이나, 사토 안주, 스가하라 리코, 세이지 레이나, 타카쿠라 모에카, 타카하시 마우, 아야카 타노, 나카이 리카, 나카무라 아유카, 나라 미하루, 니시가타 마리나, 니시무라 나나코, 하세가와 레나, 혼마 히나타, 미즈사와 아야카, 미야지마 아야, 무라쿠모 후우카, 야마구치 마호, 야마다 노에
수록곡
1. overture（NGT48 ver.）
2. PARTYが始まるよ
3. Dear my teacher
4. 毒リンゴを食べさせて
5. スカート、ひらり
6. クラスメイト
7. あなたとクリスマスイブ
8. キスはだめよ
9. 星の温度
10. 桜の花びらたち
11. 青空のそばにいて
12. 佐渡へ渡る
13. 君のことが好きだから
14. 唇にBe My Baby
15. NGT48
16. 桜の花びらたち（アンコール ver.）

특전 영상
NGT48 TeamNIII 1st 「PARTYが始まるよ」千秋楽公演（Disc 2）
수록곡
1. overture（NGT48 ver.）
2. PARTYが始まるよ
3. Dear my teacher
4. 毒リンゴを食べさせて
5. スカート、ひらり
6. クラスメイト
7. あなたとクリスマスイブ
8. キスはだめよ
9. 星の温度
10. 桜の花びらたち
11. 青空のそばにいて
12. 佐渡へ渡る
13. 君のことが好きだから
14. NGT48
15. Maxとき315号
16. 君はどこにいる?

繋げ!AKB48劇場の魂を!NGT48今村の東京→新潟 日本縦断354km行脚!（Disc 3）

## 셀프 커버 등
- 벚꽃잎들 - AKB48 인디즈 첫 번째 싱글
- Dear my teacher - AKB48 인디즈 첫 번째 싱글 커플링 곡
- 스커트, 휘날리며 - AKB48 인디즈 두  번째 싱글
- 푸른 하늘의 곁에 있어줘（AKB48 인디즈 두  번째 싱글 커플링 곡

### 내용주
1. ↑  2012년 2월 27일 이후부터는 같은 날부터 공연이 시작된 "만나고 싶었어" 공연과 병행해서 하는 형태로 진행됐다
2. ↑  연구생 공연으로는 이 이전에 "손을 잡으면서" 공연이 있었지만 이 공연은 ‘1st Stage 공연’으로 안내되고 있었다.
3. ↑  HKT48에서 ‘연구생 공연’이라고 소개된 첫 공연이 됐다[주 2]
4. ↑  이 공연은 팀BII가 2013년 9월 7일 ~ 13일에 진행된 기획 ‘騙されたと思って食べてみてウィーク→속았다고 생각하고 먹어봐 위크’의 마지막 날에 서프라이즈로 한 번만 선보였다. 후에 DVD 《팀BII 1st stage "만나고 싶었어" 센슈라쿠-2013.10.17-》의 Disc.2에 수록
5. ↑  첫 날은 NGT48 극장의 그랜드 오픈 공연으로 실시했다.
6. ↑  본편의 네 번째 곡에 단체 곡으로 ‘NGT48’가 들어가있으며 유닛곡인 〈あなたとクリスマスイブ→당신과 크리스마스 이브〉, 〈キスはだめよ→키스는 안돼〉가 제외되머 있다. 2016년 10월 30일부터  〈あなたとクリスマスイブ→당신과 크리스마스 이브〉를 추가했다.
7. ↑  공연 제목이 되는 ‘갤버스턴 거리’는 NGT48 극장이 있는 러브라2 앞을 지나는 도로의 애칭이며 니가타시의 자매도시인 갤버스턴(미국 텍사스주)에서 이름을 딴 것이다[1]. ‘여름의 2차 PARTY’ 공연처럼 ‘PARTY가 시작돼’ 공연을 베이스로 하며 일부 세트리스트를 변경하고 있다[주 6].
8. ↑  ‘여름의 2차 PARTY ’, ‘갤버스턴 거리’에 이어서 ‘PARTY가 시작돼 ’ 공연을 베이스로 한 세트리스트이다. 8명의 연구생에 서포트 멤버로 팀NIII 멤버 6명을 추가한 총 14명으로 행해진다.
9. 1 2 3  모든 AKB48 공연 공통이며, 그룹마다  각각의 그룹 버전으로 구성된다.
10. ↑  공연 도중에 1절 가사 ‘TSUKUMO ヨドバシ 俺コン→TSUKUMO 요도바시 오레콘’이 ‘TSUKUMO DoCoMoショップ→TSUKUMO DoCoMo 샵’을 거쳐서 ‘TSUKUMO UDX’로 변경됐다. 또, ‘ガシャポン→가샤폰’의 이름을 사용할 수가 없어서 변경되어 있다(모두 상표이며 사용 허가가 권리자로부터 취소됐다).
11. 1 2  공연에서는 ‘恋する充電プリウス’로만 소개한다.
12. ↑  재발매판에서는 미수록되어 있다.

### 참조주
1. ↑  “ガルベストン市との交流の歩み” [갤버스턴시와의 교류의 행보] (일본어). 니가타시. 2012년 12월 7일. 2016년 12월 2일에 원본 문서에서 보존된 문서. 2016년 12월 2일에 확인함.